# 油揚

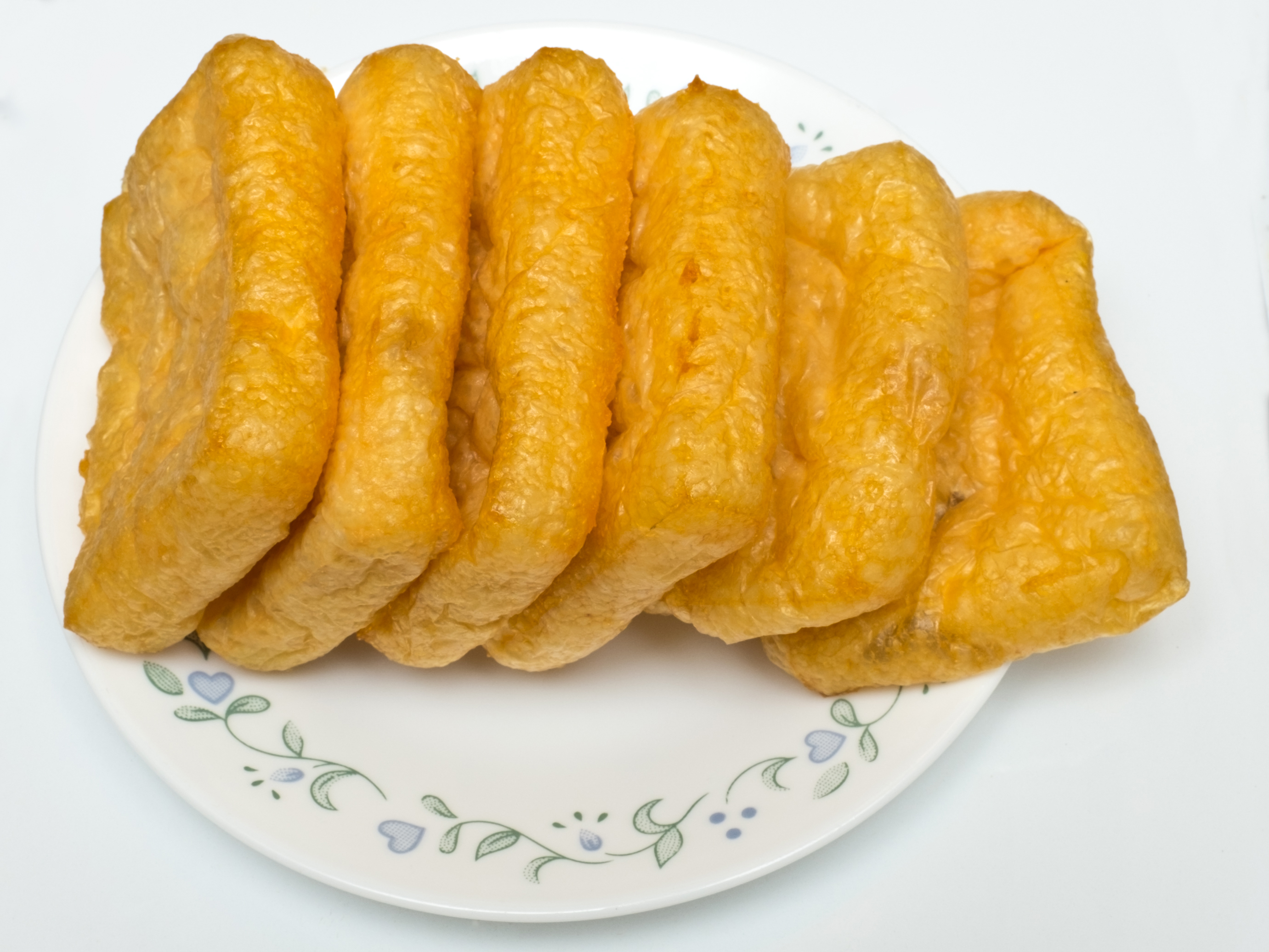

油揚（日语：／ abura a ge）是一種日本食物，指被油炸過的切為薄片的豆腐。和豆卜不同，油揚因其厚度較薄因此內部也被炸透。油揚是狐麵和稻荷壽司、相撲火鍋不可或缺的材料。日本各地均有不同的油揚的做法。